# Gustaf Ehrnberg
Gustaf Thedor Ehrnberg, född 5 april 1867 i Simrishamn, död där 23 maj 1939, var en svensk jurist och riksdagspolitiker (högerpartiet).
Ehrnberg avlade mogenhetsexamen i Kristianstad 1886 och blev samma år student vid Lunds universitet. Han avlade hovrättsexamen 1889, blev efter tingstjänstgöring vice häradshövding 1894 och utnämndes 1898 till borgmästare i Simrishamns stad. Ehrnberg var 1901–1938 ledamot av Kristianstads läns landsting och var dess ordförande 1930–1938. I riksdagen var han ledamot av första kammaren från 1931 till sin död 1939, invald i Blekinge läns och Kristianstads läns valkrets. Partipolitiskt tillhörde han högern. Ehrnberg var även bland annat styrelseordförande i Ehrnbergs & Sons Läderfabrik och vice ordförande i Malmö järnvägars AB. I riksdagen skrev han 12 egna motioner bland annat om avskrivning av hospitalsräntor, bekämpande av vildkanin, tilläggstull på tofflor och sjösäkerheten i Hanöbukten.